# Rio Mapocho
O rio Mapocho (Mapudungun Mapuchuco, "água que penetra na terra") é um rio do Chile localizado na Região Metropolitana de Santiago.

## Curso
Tem 110 km de comprimento, nasce na cidade de Lo Barnechea. Flui de leste a oeste, passando pelas cidades de Providencia, Santiago, e Maipú. Deixa a cidade de Santiago e dirige-se a sudoeste. Encontra-se com o Rio Maipo que desemboca no Oceano Pacífico, próximo a cidade costeira de Llolleo, localizada a aproximadamente 70 quilômetros ao sul de Valparaiso.

## Despoluição
Em 2007 começou o projeto chamado "Mapocho Urbano Limpio" que descontaminou a área urbana do rio. Durante dois anos foram fechadas 21 descargas de águas residuais, que eram lançadas no canal. Elas foram direcionadas por meio de um coletor para as plantas Farfana, El Trebal e Mapocho. O coletor de 28,5 km de comprimento recebe os resíduos e permite o tratamento completo de águas residuais na Região Metropolitana. Em outras palavras: deixaram de ser lançados no rio Mapocho mais de 4.500 litros por segundo de águas residuais, o equivalente a 185 piscinas olímpicas de resíduos diariamente. Agora estes são redirecionados, canalizados, tratados e depois descarregados novamente ao rio de forma limpa.

## Parques urbanos
Ao longo do rio Mapocho, uma série de parques urbanos cercam pelo menos uma de suas margens. Os parques incluem o Parque Bicentenario, Parque Metropolitano de Santiago, Parque de la Familia, Parque de los Reyes e Parque Forestal, entre outros.